# نيل هاريسون
نيل هاريسون هو لاعب كرلنغ كندي، ولد في 23 يناير 1949 في بيتيربوروغ في كندا، وتوفي في 24 فبراير 2014.

## وصلات خارجية
- نيل هاريسون على موقع الاتحاد الدولي للكرلنغ (الإنجليزية)